# 大垣市立牧田小学校
大垣市立牧田小学校（おおがきしりつ まきだしょうがっこう）は、かつて岐阜県大垣市にあった公立小学校。

## 概要
通学区域は大垣市上石津町地域自治区（旧・養老郡上石津町）の牧田地区（上石津町牧田、上石津町乙坂）であり、公立中学校の進学先は大垣市立上石津中学校である。
上石津地域の1つの中学校（上石津中）と4つの小学校（多良小・時小・一之瀬小・牧田小）を統合し、義務教育学校の大垣市立上石津学園の新設により、2024年3月廃校。
廃校後、校舎は民間の美術館、文化交流施設となる予定である。

## 沿革
- 1873年（明治6年） - 薫陶義校が開校。
- 1874年（明治7年） - 薫陶支校として訓明舎が開校。
- 1876年（明治9年） - 薫陶義校は牧田西学校、訓明舎を牧田東学校にそれぞれ改称する。
- 1886年（明治19年） - 牧田西学校は牧田西尋常小学校、牧田東学校は牧田東尋常小学校に改称する。牧田村の和田区の児童は従来どおり一之瀬村に委託され、一之瀬尋常高等小学校（現・大垣市立一之瀬小学校）への通学となる。
- 1892年（明治25年） - 平井区仮分教場を設置。
- 1894年（明治27年）
  - - 高等科を設置し、牧田尋常高等小学校に改称[3]する。
  - - 二又分教場を設置する。
- 1895年（明治28年） - 二又分教場、平井分教場を廃止。
- 1897年（明治30年）4月1日 - 牧田村、乙坂村が合併し、牧田村となる。旧・乙坂村の児童も牧田尋常高等小学校への通学となる。
- 1918年（大正7年） - 和田地区の児童が一之瀬尋常高等小学校から牧田尋常高等小学校への通学となる。
- 1941年（昭和16年） - 牧田国民学校に改称する。
- 1947年（昭和22年） - 牧田村立牧田小学校に改称する。
- 1955年（昭和30年）1月15日 - 時村、牧田村、一之瀬村、多良村が合併、上石津村が発足。同時に上石津村立牧田小学校に改称する。
- 1969年（昭和44年）1月15日 - 上石津村が町制施行、上石津町となる。同時に上石津町立牧田小学校に改称する。
- 1975年（昭和50年） - 現在の校舎（鉄筋コンクリート造）が完成する。
- 1980年（昭和55年） - 体育館が完成する。
- 1985年（昭和60年） - 特別教室が完成する。
- 2000年（平成12年） - 現在のプールが完成する[4]。
- 2005年（平成17年） - 木造新校舎が完成する。
- 2006年（平成18年）3月27日 - 上石津町が大垣市に編入される。同時に大垣市立牧田小学校に改称する。
- 2024年（令和6年）
  - 3月10日 - 閉校式を行う[5]。
  - 3月31日 - 廃校。